# Army Stadium
Het Army Stadium, ook Old Stadium en Lambertstadion genoemd, is een multifunctioneel stadion in Phnom Penh, een stad in Cambodja. Het stadion wordt vooral gebruikt voor voetbalwedstrijden, de voetbalclub National Defense Ministry maakt gebruik van dit stadion. Ook het nationale elftal speelt af en toe een wedstrijd hier. In het stadion is plaats voor 8.000 toeschouwers.